# Giovanni da Rieti
Giovanni da Rieti, también conocido como Giovanni Bufalari (Castel Porchiano, c. 1325-Rieti, 1 de agosto de 1347), fue un religioso italiano de la Orden de San Agustín. Su culto como beato fue confirmado por el Papa Gregorio XVI en 1832.
La Iglesia católica conmemora su festividad el 1 de agosto.

## Biografía
Pertenecía a la noble familia Bufalari y era hermano de Lucía Bufalari. Abrazó la vida religiosa entre los ermitaños de san Agustín desde muy joven y fue destinado al convento de Rieti, donde murió.
Los antiguos biógrafos destacan su espíritu sencillo, humilde y alegre, la caridad fraterna y la preocupación por los huéspedes y los enfermos.

## Culto
Fue enterrado en la iglesia de Sant'Agostino en Rieti.
El Papa Gregorio XVI, por decreto del 9 de abril de 1832, confirmó el culto con el título de beato.
Su panegírico se puede leer en el martirologio romano del 1 de agosto.